# オッス!ムシキングッス!!
『オッス!ムシキングッス!!』は、小西紀行による日本の漫画作品である。ムシキングを題材とした作品で、『別冊コロコロコミック』（小学館）で2005年2月号から2006年8月号まで連載された。コミックスは全1巻。

## あらすじ
ある日、ナツキはムシキングをやっていると、どうやら奇妙なカブト虫が現れようとしていた。

## 登場人物
ナツキ
本作の主人公。ムシキング好き。一人称は「僕」。小学生。
かぶ太
もう一人の主人公。一人称は「オラ」。

## コミックス
1. 2006年10月27日発売 ISBN 4091402399